# Demonstrationen in Nordzypern 2011

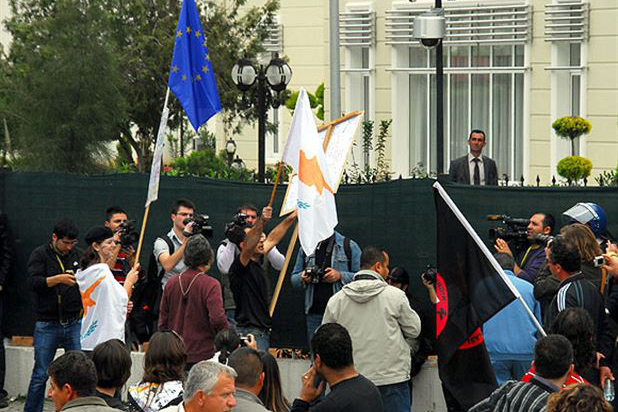
Demonstranten vor der türkischen Botschaft

Im Verlaufe des Jahres 2011 kam es zu einer Reihe von Demonstrationen in der Türkischen Republik Nordzypern gegen die Zypernpolitik der Türkei und für die Wiedervereinigung der Türkischen Republik Nordzypern mit der Republik Zypern auf der Insel Zypern. Es waren die größten Demonstrationen in der Geschichte der Türkischen Republik Nordzypern.
Die Türkische Republik Nordzypern ist nach dem Einmarsch der türkischen Truppen und der internationalen Isolierung stark von der Türkei abhängig. Nach einem 2004 abgehaltenen Referendum stimmten die Zyperntürken mit großer Mehrheit für eine Wiedervereinigung und die Zyperngriechen mehrheitlich dagegen, wodurch nur die Zyperngriechen in die EU aufgenommen wurden. Nach dem Versagen des Wiedervereinigungsplanes kritisierten Teile der Zyperntürken eine Abkehr der Politik der Wiedervereinigung und des EU-Beitritt seitens des damaligen türkischen Ministerpräsidenten Recep Tayyip Erdoğan. Nachdem eine rigide Sparpolitik auferlegt wurde und es zu einem andauernden Zuzug anatolischer Türken kam, wodurch sich die Zyperntürken kulturell zunehmend marginalisiert fühlten und um ihre Arbeitsplätze fürchteten, kam es zu Protesten. Die Demonstrationen fanden im türkischen Nordteil der Hauptstadt Nikosia statt. Der erste Protest wurde am 28. Januar 2011 durchgeführt.
Nach den ablehnenden Reaktionen seitens Erdoğans und der Gegner der Wiedervereinigung organisierten die Zyperntürken am 2. März 2011 und 7. April 2011 jeweils eine zweite und dritte Protestversammlung. Die durchschnittliche Teilnehmerzahl betrug für jeden Protest zwischen 50.000 und 80.000 Personen. Die Bevölkerung der Türkischen Republik Nordzypern beträgt ungefähr 300.000; es waren daher die größten Demonstrationen von Zyperntürken nach dem türkischen Einmarsch.
Einige Demonstranten trugen die Fahnen der Republik Zypern und der Europäischen Union sowie Transparente, welche die Wiedervereinigung der Insel forderten. Die Proteste wurden von der türkischen Regierung heftig kritisiert.